# Xenagama taylori
Xenagama taylori is een hagedis uit de familie agamen (Agamidae). De soort is endemisch in de Hoorn van Afrika. De soort komt voor in het oosten van Ethiopië en Somalië.
 De wetenschappelijke naam is een eerbetoon aan de Britse legerofficier R. H. R. Taylor. 

## Leefgebied
Xenagama taylori leeft op droog vlak land, soms op heuvelachtige landschap, maar ook op harde grond, waar het diepe gangen graaft. Het overleeft bij een maximale temperatuur van 45 °C tot 50 °C, maar de gemiddelden variëren tussen 25 °C en 35 °C in zeer droge omgevingen, met uitzondering van sterke lentestormen en hoge luchtvochtigheid.

## Beschrijving en gedrag
Volwassen exemplaren zijn kleiner dan 10 centimeter in totale lengte, terwijl jonge dieren iets groter dan een centimer zijn en maar 3 gram wegen. Bij X. taylori is er sprake van seksuele dimorfie: volwassen mannetjes tonen gedurende een korte tijd van het jaar een felblauwe fokkleur op de keel. Volwassen mannetjes hebben grotere femorale poriën omsloten door een wasachtige feromonale gele substantie.
Net als de andere Xenagama soorten, schuilt ook deze soort in zelfgemaakte holen waarbij ze hun zwaargebouwde staart gebruiken om het hol af te sluiten tegen roofdieren. In wezen is X. taylori insectivoor, maar er is ook waargenomen dat de soort grassen, fruit en bessen eet.